# Girlfriend (Alicia Keys)
Girlfriend è un brano musicale R&B della cantautrice statunitense Alicia Keys, scritto e prodotto dalla stessa insieme a Jermaine Dupri e Joshua Thompson per il primo album della cantante, Songs in A Minor. Pensato inizialmente come primo singolo dell'artista, il brano è stato pubblicato nell'autunno del 2002 come quarto e ultimo singolo tratto dall'album. Mentre negli Stati Uniti non ha avuto successo, la canzone è entrata in classifica in alcuni paesi come Australia, Paesi Bassi e Regno Unito, grazie alla versione remix del brano, chiamata KrucialKeys Sista Girl Mix.

## Composizione e testo
Il brano è stato composto dalla cantante insieme al produttore Jermaine Dupri durante il suo periodo alla Columbia, prima che passasse alla J di Clive Davis. Inizialmente Girlfriend doveva essere il primo singolo tratto dall'album di debutto, e di conseguenza quello che avrebbe fatto conoscere l'artista al pubblico. Dopo aver lasciato la Columbia, la cantante decise di scegliere Fallin' come primo singolo, perché si trattava di un pezzo che rispecchiava al meglio la sua immagine musicale. Ironicamente, il video di Fallin' si apre con la cantante che spegne una vecchia radio dove stanno programmando Girlfriend.
Girlfriend è un brano diverso dai precedenti singoli della cantante e anche dalle altre canzoni dell'album. Si tratta di un brano uptempo che presenta lo stile inconfondibile di Dupri, il quale ha usato un campionamento di Brooklyn Zoo, singolo del 1995 di Ol' Dirty Bastard. Il testo parla di una gelosia nei confronti della migliore amica del proprio fidanzato, gelosia che la protagonista stessa della canzone vede come irrazionale e immotivata.

## Video
Il videoclip del singolo è stato diretto da Patrick Hoelck e girato a Londra, e utilizza l'audio del KrucialKeys Sista Girl Mix. Il video segue il testo della canzone, e si apre mostrano la cantante nella sua camera da letto, infastidita dal suo ragazzo che parla al telefono con un'amica. Irritata, la cantante scende nel salotto, sulla cui parete è appeso il disco di platino ricevuto per Songs in A Minor, indossa cappello e guanti rossi, giacchetta bianca ed esce di casa, e dopo poco vede che sull'altro lato della strada il suo ragazzo sta passeggiando con l'amica. In seguito incontra delle amiche con le quali entra in una boutique, e qui si contende un paio di pantaloni rossi di pelle con l'amica del suo ragazzo, anch'essa casualmente nel negozio. Subito dopo la cantante in uno dei camerini del negozio chiude le tende, e la scena si sposta in un grande e buio magazzino vuoto dove la cantante esegue un intermezzo strumentale al piano. In questa scena Keys ha i capelli legati in due code laterali, e ha un trucco di ispirazione hindi. Quando l'audio riprende l'originale, al scena torna nel negozio, dal quale la cantante esce per improvvisare una coreografia insieme alle amiche in strada. Nell'ultima scena, la cantante rientra a casa dove l'attende una festa di compleanno a sorpresa organizzata dal suo ragazzo con l'aiuto dell'amica, la quale porta la torta.

## Ricezione
Negli Usa il singolo non ha avuto particolare risonanza, essendo arrivato solo alla posizione numero 82 della classifica R&B. Nel Regno Unito è entrato in top40, arrivando fino al numero 24 e superando quindi il singolo precedente How Come You Don't Call Me. In Australia il singolo è entrato in top20 dove è arrivato al numero 13, superando il successo di A Woman's Worth (numero 16). Anche nei Paesi Bassi la canzone è entrata in top20, diventando il secondo singolo dell'artista ad entrare in top20 dopo il singolo d'esordio Fallin'.

## Classifiche
| Classifica (2001)                    | Posizione |
| ------------------------------------ | --------- |
| U.S. Billboard Hot R&B/Hip-Hop Songs | 82        |
| Classifica (2002)                    | Posizione |
| Germania                             | 100       |
| Regno Unito                          | 24        |
| Classifica (2003)                    | Posizione |
| Australia                            | 13        |
| Paesi Bassi                          | 18        |

## Tracce
- CD Singolo

1. Girlfriend (Krucialkeys Sista Girl Mix)   3:27
2. Girlfriend (Brat Pac Remix)  3:54
3. Girlfriend (Album Version)	 	3:34
4. Fallin' (Ali Version)		4:30